# Althöllersberg
Althöllersberg, früher Hörleinsberg oder Höllersberg, ist ein Dorf der Gemeinde Munderfing in Oberösterreich (Bezirk Braunau am Inn). Die Ortschaft hat 148 Einwohner (Stand 1. Jänner 2024).

## Geographie
Althöllersberg liegt im Norden der Gemeinde Munderfing bzw. im Norden der gleichnamigen Katastralgemeinde. Vom Zentrum der Gemeinde erreicht man die Ortschaft über die nach Norden führende Hauptstraße und das Gewerbegebiet Norden. Benachbarte Ortschaften sind Kuglberg (Gemeinde Pfaffstätt) im Westen, Höllersberg im Südosten, Wiesing und Weinberg im  Osten bzw. Nordosten (Gemeinde Schalchen) sowie Mattighofen im Norden.
Für Althöllersberg wurden 2001 insgesamt 40 Gebäude gezählt, wobei 34 Gebäude über einen Hauptwohnsitz verfügten und 48 Wohnungen bzw. 44 Haushalte bestanden. Zudem gab es fünf land- und forstwirtschaftliche Betriebsstätten sowie eine Arbeitsstätte.

## Geschichte und Bevölkerung
Die Ortschaft Althöllersberg ist urkundlich erstmals 1256 als Heldolfperg belegt und leitet sich vom Personennamen Heldorf oder Heldolt ab. Ab etwa 1530 hieß das Dorf Herleinsberg, später Höllersberg. Höllersberg wurde schließlich per 17. Oktober 1995 in Althöllerberg umbenannt. Das Dorf bestand im 18. Jahrhundert lediglich aus drei Gebäuden, der Mayrsölden (Althöllersberg 15), dem Sephenhäusl bzw. Rothkopfhäusl (Althöllersberg 17) und dem Liechtenauerhäusl (Althöllersberg 37). Zudem bestand bis 1791 im Ort die Heiligenkreuz-Kirche, die 1580 als Heilig Creitz erwähnt wurde. Auf Grund der Kirche wurde das Dorf teilweise auch Heiligenkreuz genannt. Die Siebenschläferkapelle steht heute vermutlich am ehemaligen Standort der Kirche.
In Althöllersberg lebten 1869 lediglich 12 Menschen in drei Häusern.  Bis zum Jahr 1910 stieg die Einwohnerzahl, wobei in diesem Jahr 27 Einwohner in sechs Häuser gezählt wurden. Alle Einwohner der Ortschaft waren hierbei katholischen Glaubens.